# نورمان باريت
نورمان روبرت باريت (بالإنجليزية: Norman Rupert Barrett)‏ ـ (16 مايو 1903 ـ 8 يناير 1979) هو جرّاح صدر أسترالي المولد، بريطاني الجنسية، عُرف باكتشافه ما يُعرف بمريء باريت. كان عمه السير جيمس باريت من مؤسسي كلية الجراحين الملكية الأسترالاسية.